# Liga I
Liga I Bergenbier, (forkortet Liga I), er den bedste fodboldrække for herrer i Rumænien. Ligaen blev dannet i 1909, men ligaen er i nyere tid præget af mange ændringer, før store, væsentlige forandringer skete i løbet af 1990-tallet. Den gik fra 1933 til 2006 under navnet Divizia A. Liga I består af 18 hold, som spiller 34 kampe fordelt over to kalenderår. De spiller fra juli til maj. 
Klubben, som vinder det rumænske mesterskab, får muligheden for at repræsentere Rumænien ved UEFA Champions League, hvor holdet går ind i tredje kvalifikationsrunde. Med grundlag i ligaens rangering på UEFAs liste over bedste ligaer, får andenpladsen også muligheden i UEFA Champions League. Tredje- og fjerdepladsen går ind i henholdsvis tredje og anden kvalifikationsrunde til UEFA Europa League. 